# Gerd Hildebrandt
Gerd Hildebrandt (* 27. November 1923 in Leipzig; † 11. Dezember 2017) war ein deutscher Forstwissenschaftler. Der langjährige Leiter der Abteilung Luftbildmessung und Fernerkundung der Forstlichen Fakultät der Albert-Ludwigs-Universität Freiburg war ein auch über die forstlichen Fachkreise hinaus international anerkannter Vertreter dieses Fachgebietes.

## Leben

### Jugend und Ausbildung
Gerd Hildebrandt wurde am 27. November 1923 in Leipzig geboren, wo er auch aufwuchs und im Februar 1942 sein Abitur ablegte. Unmittelbar danach wurde er als Freiwilliger zum Kriegsdienst eingezogen, absolvierte eine Reserveoffiziersausbildung und wurde zum Unteroffizier befördert. Als Angehöriger des Grenadierregiments 11 geriet er an der Ostfront, nach vier schweren Verwundungen, im Juli 1944 in sowjetische Gefangenschaft, aus der er Ende 1945 in seine Heimatstadt zurückkehrte. Dort betätigte er sich anschließend kurzzeitig als Hilfslehrer an einer Volksschule, bevor er 1946 das Studium der Naturwissenschaften an der Universität Leipzig aufnahm. Doch bereits im Jahr darauf entschied er sich für das Studium der Forstwissenschaften und wechselte an die Forstwissenschaftliche Fakultät der TU Dresden in Tharandt.
Am 10. September 1947 heiratete er Isabella Selder (* 31. März 1921; † 28. August 2007). Aus der Ehe gingen fünf Kinder hervor: Gabriele, Michael, Christoph, Therese und Andreas.

### Wissenschaftliche Karriere in Eberswalde
Gleich nach der Diplomprüfung 1950 erhielt Gerd Hildebrandt eine Assistentenstelle bei Albert Richter am Institut für Forsteinrichtung der Forstwissenschaftlichen Fakultät der Humboldt-Universität Berlin in Eberswalde. Seit 1952 Oberassistent, wurde er dort im Jahr 1953 mit der Dissertationsschrift Untersuchungen an Fichtenbeständen über Zuwachs und Ertrag reiner Holzsubstanz zum Dr. rer. silv. promoviert. Er blieb an der Fakultät und hatte von 1954 bis 1957 einen Lehrauftrag für Forstvermessung und forstliche Luftbildauswertung inne, verbunden mit der gleichzeitigen Leitung der Abteilung für Geodäsie und Luftbildmessung. In diesen Jahren hatte er an der Seite Richters wesentlichen Anteil an der Erarbeitung des ersten Forsteinrichtungsverfahrens für die DDR. Ab 1953 galten seine wissenschaftlichen Arbeiten der Einführung von Luftbildauswertungen in die Forsteinrichtungspraxis der DDR und großräumiger Waldinventuren.

### Neuanfang in Freiburg
Aus politischen Gründen verließ Hildebrandt im Dezember 1957 die Deutsche Demokratische Republik und siedelte in die Bundesrepublik Deutschland über. Im Jahr 1958 wurde er wissenschaftlicher Mitarbeiter bei Karl Abetz am Institut für Forsteinrichtung und forstliche Betriebswirtschaft der Universität Freiburg im Breisgau und unterzog sich im gleichen Jahr einem weiteren Promotionsverfahren, diesmal zum Dr. rer. nat. Thema seiner Dissertation war die Abhandlung Zur Frage des Bildmaßstabes und der Filmwahl bei Luftbildaufnahmen für forstliche Zwecke. Die Habilitation für die Fächer Forsteinrichtung und forstliche Betriebswirtschaftslehre folgte 1963 mit der Arbeit Der laufende Zuwachs in der Forsteinrichtung. Beiträge zur Methodik der Zuwachsermittlung unter besonderer Berücksichtigung der Bohrspanmethoden.

### Internationale Anerkennung
1964 wurde Gerd Hildebrandt an der Freiburger Fakultät zum Dozenten, 1965 zum Wissenschaftlichen Rat ernannt. Als kommissarischer Direktor des Instituts für Forsteinrichtung und forstliche Betriebswirtschaft von 1964 bis 1965 legte er den Grundstein für den Arbeitsbereich „Luftbildauswertung“ in diesem Institut. 1967 wurde er Leiter der neu gegründeten Abteilung „Luftbildmessung und -interpretation“ (später „Abteilung Luftbildmessung und Fernerkundung“) und 1969 zum Professor ernannt. Die neue Abteilung, der Hildebrandt bis 1989 vorstand, erlangte unter seiner Führung weltweite Bekanntheit und hohes Ansehen. Und dies aus kleinen Anfängen heraus: Die Grundausstattung bestand neben ihm zunächst nur aus einem Halbtagsekretariat und einem wissenschaftlichen Mitarbeiter. Hildebrandt selbst wurde in den siebziger und achtziger Jahren zu einem der führenden Wissenschaftler auf dem neuen Fachgebiet der Fernerkundung. Dies drückte sich sowohl in den Einladungen zu Gastprofessuren (Istanbul 1971/72, Curitiba 1977 und Peking 1985) und Gastvorlesungen sowie zahlreichen langfristigen Gastaufenthalten bekannter Wissenschaftler aus vielen Ländern in seiner Freiburger Abteilung aus, als auch vor allem in der wiederholten Wahl in leitende Funktionen nationaler und internationaler wissenschaftlicher Gesellschaften und der Berufung in zahlreiche Beratungsgremien. So war er von 1969 bis 1976 Vorsitzender einer ständigen Subject-Group „Remote Sensing in Forestry“ des Internationalen Verbands Forstlicher Forschungsanstalten (IUFRO), von 1976 bis 1980 Präsident der Kommission VII („Interpretation of Remote Sensing Data“) der International Society of Photogrammetry (ISP) und von 1980 bis 1984 Präsident der Deutschen Gesellschaft für Photogrammetrie und Fernerkundung (DGPF). Hildebrandt, der 1963 Mitglied der damaligen Deutsche Gesellschaft für Photogrammetrie (DGP) geworden war, hat die Geschicke und Geschichte der Gesellschaft entscheidend geprägt. Der Nichtgeodät setzte sich sowohl bei der ISP, als auch bei der DGP für eine interdisziplinäre Erweiterung und Öffnung dieser Gesellschaften ein, was schließlich geschah und dazu führte, dass beide ihre Namen um das Wort „Fernerkundung“ ergänzten. Während seiner Zeit als DGPF-Präsident führte die Gesellschaft eigenständige Wissenschaftlich-technische Jahrestagungen ein, was die Interdisziplinarität ebenfalls förderte.
Dazu kamen verschiedene Berater-Tätigkeiten bei angesehenen Institutionen des In- und Auslandes, darunter bei der Organisation Européenne d’Études Photogrammétriques Expérimentales (OEEPE, 1972 bis 1980), mehrfach bei der UNO innerhalb der Ernährungs- und Landwirtschaftsorganisation (FAO, 1974 bis 1976 und von 1986 bis 1988), dem Bundesministerium für Forschung und Technologie (BMFT), der Europäischen Weltraumorganisation (ESA, 1975 bis 1978 und ab 1983), der Deutschen Forschungs- und Versuchsanstalt für Luft- und Raumfahrt (DFVLR, 1974 bis 1989) sowie der Europäischen Union (1980 und von 1984 bis 1990). In Baden-Württemberg engagierte er sich von 1975 bis 1988 als Mitglied des Landesforstwirtschaftsrates und von 1982 bis 1986 im Kuratorium der Baden-Württembergischen Forstlichen Versuchsanstalt (FVA).

### Arbeitsschwerpunkte
Gerd Hildebrandt verband stets wissenschaftliche Grundlagenforschung mit praxisorientierter Forschung. Er sah die Fernerkundung immer als Hilfsmittel zur Lösung forstwirtschaftlicher und landschaftsökologischer Aufgaben, zur Verbesserung und Rationalisierung von Verfahrenstechniken und zur Gewinnung neuer Erkenntnisse über Landschaften, Wälder und andere Vegetationsformen. Schwerpunkte seiner Arbeiten und seiner Abteilung waren Konzeptionen für mehrstufige und mehrphasige Modelle forstlicher Großrauminventuren bis hin zur Ausführung solcher Inventuren in mitteleuropäischen und tropischen Ländern sowie die Informationsgewinnung aus Infrarot-Farbluftbildern für die Waldzustandserfassung bis hin zur Entwicklung von landesweiten Waldschadensinventuren. Auf diese Arbeiten gehen wesentliche Techniken zur Beurteilung des Kronenzustandes von Einzelbäumen und Waldbeständen anhand von Luftbildern zurück. Hildebrandt war damit seiner Zeit voraus: als Anfang der 1980er Jahre die Debatte um das so genannte „Waldsterben“ in der breiten Öffentlichkeit anhob, hatten er und sein Team ein später vielbeachtetes, nüchtern-praktisches Konzept zur großräumigen Inventur des Phänomens mit Methoden der Fernerkundung bereits vorgelegt. Diese Verfahren wurden von der Europäischen Kommission übernommen und waren Vorbild für luftbildgestützte Waldschadensinventuren in anderen Bundesländern. In den Folgejahren legte er dazu eine ganze Reihe von grundlegenden Veröffentlichungen vor, darunter die mehrsprachige Handreichung Anwendungen der Fernerkundung zur Beurteilung des Gesundheitszustandes der Wälder (1991 ff.).
Weitere Forschungsschwerpunkte waren Untersuchungen zum forstlichen Informationsgehalt von aus Raumflugkörpern aus aufgenommenen multispektralen Bilddaten und zur Methodik digitaler Klassifizierung der Wälder und Landnutzungen nach diesen Daten, einschließlich der Beobachtung von großräumigen ökologischen und forstlichen sowie sonstigen anthropogenen Entwicklungen. Auch den spektralen und richtungsabhängigen Reflexionseigenschaften von Vegetationsbeständen und deren spektraler Signaturen in Luftbildern und multispektralen Datensätzen gingen Hildebrandt und seine Mitarbeiter nach. Anhand stereophotogrammetrischen Messungen in Luftbildern entwickelten sie digitale Oberflächenmodelle von Waldbeständen.
Neben diesen Schwerpunktarbeiten initiierte Hildebrandt unter anderem in den 1960er Jahren die Einführung von Orthofotokarten in die forstliche Praxis und trug mit seinen Mitarbeitern Mitte der 1970er Jahre durch die digitale Zusammenfügung von geokodierten Bilddaten, topographischen sowie anderen Zusatzinformationen zur Technologie des Geoinformationssystems (GIS) bei.
Als Hochschullehrer hat Hildebrandt an der Universität Freiburg seit 1964 außer der Photogrammetrie und Fernerkundung zusammen mit Gerhard Speidel die Forsteinrichtung und Teilgebiete der Forstlichen Betriebswirtschaft, nämlich die Waldwertrechnung, vertreten. Außer frühen Arbeiten zur Entwicklung der Forsteinrichtungsverfahren ist er besonders durch seine zahlreichen wissenschaftlichen Gutachten zu Wald- und Waldboden- sowie zur Wildschadensbewertung und Jagdwertminderung hervorgetreten. Von 1985 bis 1990 leitete er auch das Institut für Forsteinrichtung und forstliche Betriebswirtschaft der Universität Freiburg.
Neben mehr als 200 Veröffentlichungen in verschiedensten nationalen und internationalen Fachpublikationen für Forstwirtschaft und Fernerkundung hat Hildebrandt an einer Reihe von wissenschaftlichen Standardwerken zur Fernerkundung mitgewirkt, darunter dem Manual of remote sensing (erstmals 1975 erschienen). Im Jahr 1996 legte er das Standard-Lehrbuch Fernerkundung und Luftbildmessung. Für Forstwirtschaft, Vegetationskartierung und Landschaftsökologie, das die Summe seines wissenschaftlichen Lebenswerkes enthält, vor.

### Hildebrandt als wissenschaftlicher Lehrer
Innerhalb der Universität Freiburg engagierte er sich in deren Gremien und war von 1969 bis 1971 Dekan und dann bis 1972 Prodekan der Forstwissenschaftlichen Fakultät. Von 1964 bis 1973 wirkte er zudem als Schriftleiter der Freiburger Universitätsblätter. Ähnlich wie seine Kollegen Michail Prodan und Helmut Schmidt-Vogt legte er großen Wert auf die persönliche Betreuung vor allem von ausländischen Studenten. Hildebrandt galt als herausragender wissenschaftlicher Lehrer. Insgesamt hat er von 1965 bis 1993 die Dissertationen von 44 Doktoranden betreut. Anlässlich seiner Verabschiedung in den Ruhestand veranstaltete seine Fakultät ein internationales Symposium, dessen Beiträge 1991 unter dem Titel Fernerkundung in der Forstwirtschaft. Stand und Entwicklungen von Gerhard Oesten herausgegeben wurden.

### Im Ruhestand weiter aktiv
Im Zuge der Wiedervereinigung kehrte Hildebrandt an seine alte Eberswalder Wirkungsstätte zurück und beteiligte sich an der Überleitung der dortigen traditionsreichen forstlichen Einrichtungen in die neue Zeit, so von 1991 bis 1992 als Vorsitzender des Gründungskomitees des Forstlichen Forschungsinstituts Eberswalde. Im Ruhestand verfasste er zudem das Lehrbuch Fernerkundung und Luftbildmessung. Für Forstwirtschaft, Vegetationskartierung und Landschaftsökologie, das nicht nur für Forstleute ein Standardwerk ist. Seit 2002 veröffentlicht er – vorerst nur als Privatdrucke im engeren Kreis – seine auf drei Bände angelegten Lebenserinnerungen unter dem Titel Einsichten.
Einige seiner Erfahrungen aus dem Zweiten Weltkrieg dokumentierte er im Zeitzeugenportal.

## Ehrungen
- 1985 – Ehrenmitgliedschaft der American Society of Foresters für seinen Einsatz zur weltweiten „Durchsetzung des Nachhaltigkeitsprinzips mit allen zu Gebote stehenden technischen Mitteln“[18]
- 1992 – Samuel Gamble Award der International Society of Photogrammetry and Remote Sensing (ISPRS)
- 1992 – Albrecht-Meydenbauer-Medaille der Deutschen Gesellschaft für Photogrammetrie und Fernerkundung (DGPF)
- 1994 – Ehrenmitglied der Deutschen Gesellschaft für Photogrammetrie und Fernerkundung (DGPF)

## Würdigungen
„Hildebrandt besitzt in ungewöhnlichem Maße die Fähigkeit, Mitarbeiter und Kollegen zur Kooperation und zur gemeinsamen Bewältigung großer Aufgaben zu motivieren. Er ist dadurch zum Initiator zahlreicher Projekte und zu einer überragenden Integrationsfigur der interdisziplinären und internationalen Fernerkundungsforschung geworden.“

## Schriften (Auswahl)
- Untersuchungen an Fichtenbeständen über Zuwachs und Ertrag reiner Holzsubstanz, Dissertation 1953, Eberswalde 1952 (im Buchhandel unter gleichem Titel, Berlin 1954)
- zusammen mit Horst Ziesing und Gerhard Heine: Grundlagen zur Forstwirtschaft, Forsteinrichtung und Jagd, Fachkunde für Forstfacharbeiter – Lehr- und Fachbücher für die Berufsausbildung, Berlin 1956
- Zur Frage des Bildmaßstabes und der Filmwahl bei Luftbildaufnahmen für forstliche Zwecke, Dissertation, Freiburg 1958 (auch in: Archiv für Forstwesen, Band 6, Heft 4, Berlin 1957)
- Der laufende Zuwachs in der Forsteinrichtung. Beiträge zur Methodik der Zuwachsermittlung unter besonderer Berücksichtigung der Bohrspanmethoden, Habilitationsschrift, Freiburg 1963 (in Buchform unter diesem Titel als Band 6 der Schriftenreihe der Forstlichen Abteilung der Albert-Ludwigs-Universität, Freiburg im Breisgau, München, Basel und Wien 1967)
- als Bearbeiter und Herausgeber: Bibliographie des Schrifttums auf dem Gebiet der forstlichen Luftbildauswertung. 1887 - 1968, Freiburg 1969
- als Mitverfasser: Manual of remote sensing, New York u. a. 1975 (2. Auflage, Falls Church 1983, ISBN 0-93729441-1 oder ISBN 0-93729442-X)
- als Herausgeber: Proceedings; International Union of Forest Research Organizations. Symposium. IUFRO Subject Group S 6. 05, Remote sensing including aerial-photography. Freiburg, 17.-21. Sept. 1973, Freiburg 1974
- als Herausgeber: Remote sensing in forestry. Proceedings of the symposium held during the XVI. IUFRO World Congress, Oslo, 21.-26. June 1976. International Union of Forestry Research Organizations, Subject Group S 6.05, Remote Sensing, Freiburg 1976
- als Herausgeber zusammen mit H.-J. Boehnel: Proceedings of the International Symposium on Remote Sensing for Observation and Inventory of Earth Resources and the Endangered Environment. July 2 - 8, 1978, Freiburg, Federal Republic of Germany. International Society for Photogrammetry, Comm. VII, Interpretation of Data, and International Union of Forestry Research Organizations, Subject Group 6.05, Remote Sensing, 3 Bände, Freiburg 1979
- zusammen mit Jörg Henninger: Bibliography of publications on damage assessment in forestry and agriculture by remote sensing techniques, 2., erweiterte Auflage, Freiburg 1980
- Wertminderung eines Forstgutes bei Durchschneidung, Schriftenreihe Taxationspraxis (F, Heft 2), Wilnsdorf 1982
- als Mitverfasser: 75 Jahre Deutsche Gesellschaft für Photogrammetrie und Fernerkundung (DGPF). 1909 - 1984, Freiburg 1984 (ISBN 3-87907-136-5)
- als Mitverfasser: Luftbildmessung und Fernerkundung in der Forstwirtschaft, Karlsruhe 1984 (ISBN 3-87907-131-4)
- als Mitverfasser: Entwicklung und Durchführung einer Pilotinventur für eine permanente europäische Waldschadensinventur, Projekt Europäisches Forschungszentrum für Maßnahmen zur Luftreinhaltung, Karlsruhe 1986
- als Mitverfasser und Mitherausgeber: Vortragstexte. Symposium über Fragen der Forstwirtschaft in der Sowjetunion und in der Bundesrepublik Deutschland. Freiburg, 14. – 20. Juli 1986, Mitteilungen der Forstlichen Versuchs- und Forschungsanstalt Baden-Württemberg (Heft 128), Freiburg 1986
- zusammen mit William M. Ciesla: Forest decline inventory methods in West Germany. Opportunities for application in North American forest, Report of the Forest Service; 3400 Report; 86-3, Fort Collins (Colorado) 1986 [?]
- als Mitverfasser: Entwicklung eines Verfahrens zur Waldschadensinventur durch multispektrale Fernerkundung, Projekt Europäisches Forschungszentrum für Maßnahmen zur Luftreinhaltung, Karlsruhe 1987
- als Mitverfasser: Schlußbericht zum Forschungsvorhaben Untersuchungen zur Methodik großräumiger und betrieblicher Erfassung von Waldzustandsänderungen durch Fernerkundung, Freiburg 1987
- als Mitverfasser: Untersuchung zur Methodik großräumiger Waldschadensinventuren und der Beobachtung der Schadenentwicklung durch Fernerkundung und kombinierter Feld-Fernerkundungsverfahren. (Abschlußbericht), Untersuchung und Kartierung von Waldschäden mit Methoden der Fernerkundung (Teil B 5), Freiburg 1990
- als Herausgeber: Remote sensing applications for forest health status assessment, Namur 1991 (dt. Anwendungen der Fernerkundung zur Beurteilung des Gesundheitszustandes der Wälder, Namur 1992; fr. Applications de la télédétection à l’observation de l’état sanitaire des forêts, Namur 1994)
- Fernerkundung und Luftbildmessung. Für Forstwirtschaft, Vegetationskartierung und Landschaftsökologie, Heidelberg 1996 (ISBN 3-87907-238-8)
- Einsichten, drei Bände, Freiburg im Breisgau 2002–2009

Darüber hinaus verfasste Hildebrandt mehr als 200 Beiträge in wissenschaftlichen und forstwirtschaftlichen Fachzeitschriften und Tagungsbänden sowie zahlreiche Gutachten.